# Oțel

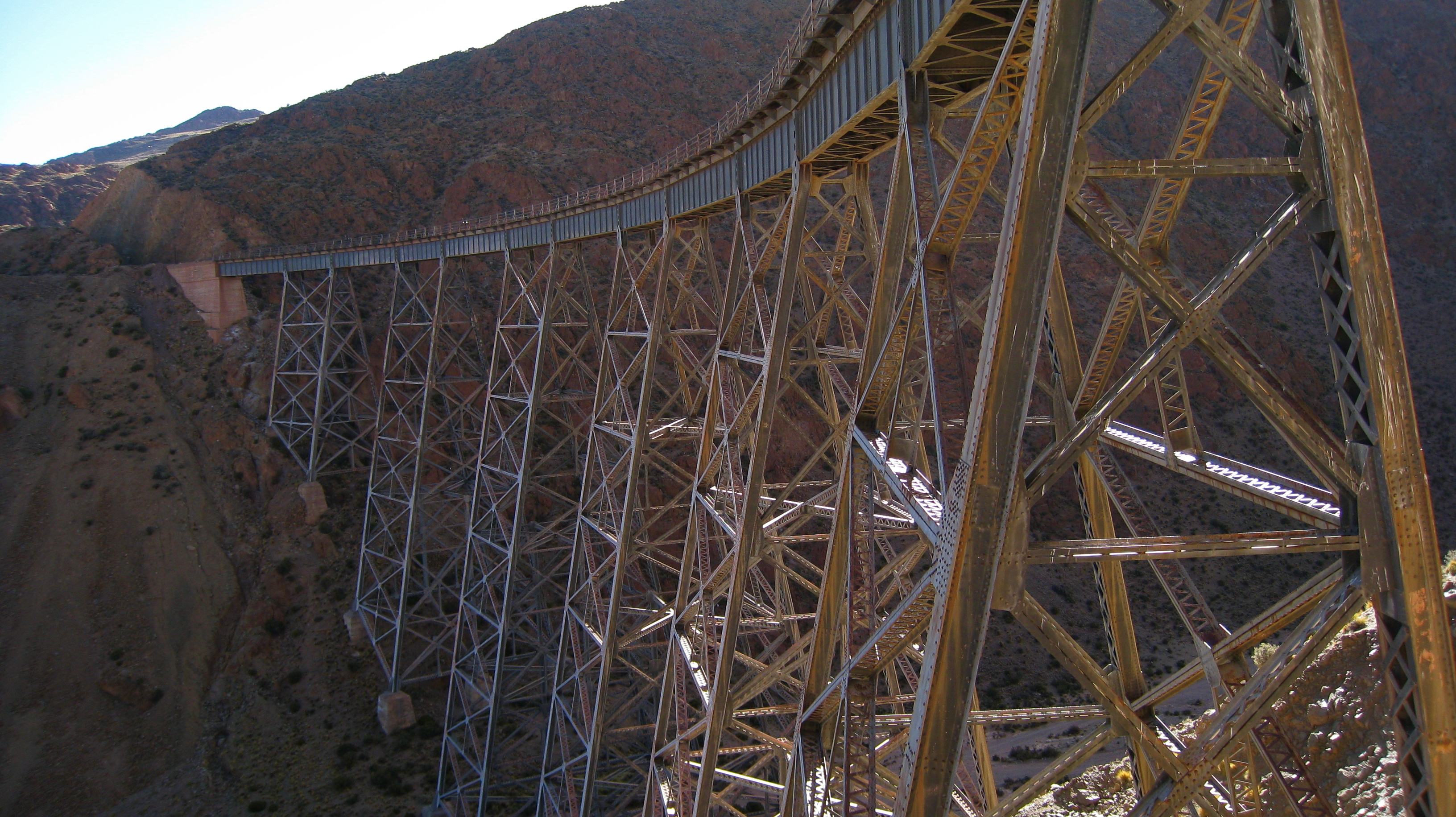
Pod de oțel

Diagrama de echilibru Fe-Fe_{3}C
L = lichid (metal topit)
Fe_{3}C = cementită
0–2,11% C – oțeluri; 2,11–6,67% C fonte albe

Oțelul este un aliaj ce conține ca elemente principale fierul și carbonul, având un conținut de carbon cuprins între 0,02% și 2,11%. Aliajele fier-carbon care conțin între 2,11% și 6,67% carbon se numesc fonte albe. Oțelurile sunt materialele cu cea mai largă utilizare în industrie. Proprietățile lor pot să varieze în limite foarte largi, în funcție de conținutul de carbon și de alte elemente de aliere.
În funcție de conținutul în elemente de aliere, oțelurile se împart în:
- oțeluri nealiate (numite și oțeluri carbon), care conțin ca elemente principale doar fierul și carbonul,
- oțeluri aliate, care pe lângă fier și carbon conțin și alte elemente: nichel, crom, molibden, vanadiu etc.

În condiții de echilibru, cei mai importanți constituenți ai oțelurilor nealiate sunt ferita, austenita, cementita și perlita.
Pentru a îmbunătăți cât mai mult duritatea și rezistența oțelurilor, acestea se supun de regulă unor tratamente termice cum ar fi călirea sau nitrurarea. Scopul final al unor asemenea tratamente este de obicei obținerea martensitei.

## Tratamente termice ale oțelului
Prin tratamentele termice ale oțelului se pot modifica proprietățile acestuia. Tratamentele termice sunt călirea în apă, uleiuri sau săruri, carburarea și nitrocarburarea.

## Producția
Asociația Mondială a Oțelului a fost înființată în 1967 și este una dintre cele mai importante organizații din industria de profil, reunind 180 de producători, inclusiv 19 din cele mai mari 20 de companii la nivel mondial, asociații naționale și regionale, respectiv institute de cercetare.
Membrii organizației produc anual aproximativ 85% din oțelul livrat la nivel mondial.
În anul 1989, producția mondială de oțel era de 786 milioane de tone.
În anul 2009, producția mondială a scăzut cu 8% față de anul precedent, până la 1,22 de miliarde de tone, iar cei mai mari producători erau China – 567,8 milioane tone, Japonia – 87,5 milioane tone, Rusia – 59,9 milioane de tone și SUA – 58,1 milioane de tone.
În anul 2010, producția mondială a crescut la 1,4 miliarde tone.
În România
În anul 2008, în producția de oțel din România lucrau 32.500 de oameni iar producția a fost de 5 milioane de tone de oțel brut.
În anul 2009, producția a scăzut cu 46,4%, la 2,7 milioane de tone, iar numărul de angajați din sector a fost de 22200.
În 2010, producția a urcat la 3,9 milioane tone.